# Søren Bojer Nielsen
Søren Bojer Nielsen (født 25. januar 1960 i Thisted) er cand. oceon. fra Aarhus Universitet og tiltrådte i januar 2017 som direktør for Danmarks Naturfredningsforening. 
Han er opvokset i Thisted og blev musisk-matematisk student fra Thisted Gymnasium i 1979 og cand. oceon. fra Aarhus Universitet 1987. 1995-1999 var han producent ved DR Symfoniorkestret, 2000-2010 musikchef for Sjællands Symfoniorkester og 2010 - 2016 direktør for Det Obelske Familiefond.
1. ↑  "dn.dk 15/12 2016 Mød Danmarks Naturfredningsforenings nye direktør (hentet 2017-03-01)". Arkiveret fra originalen 2. marts 2017. Hentet 1. marts 2017.